# 히로덴니시히로시마역
히로덴니시히로시마역(일본어: 広電西広島駅)은 일본 히로시마현 히로시마시 니시구에 위치한 히로시마 전철의 철도역이다. 이 역을 기점으로 하는 히로시마 전철 본선과 미야지마 선 등 2개의 노선을 운행 중이다. 역 번호는 M 19이며, 단선 · 섬식 승강장의 형태를 2개로 합친 4면 6선의 구조를 갖춘 지상역이다.

## 타는 곳
| 1 |  | 히로덴미야지마구치 · JA히로시마뵤인마에 · 히로덴하쓰카이치 방면 | 평일 아침 출근 시간대의 환승만               |
| 2 |  | 히로시마역 방면                                                 |                                              |
| 3 |  | 히로덴미야지마구치 방면                                         | 통상은 이 승강장                             |
| 4 |  | 히로덴혼샤마에 · 닛세키뵤인마에 방면                            |                                              |
| 4 |  | 우지나니초메 방면                                               | 아침 출근 시간대는 히로시마 항 (우지나) 방면 |
| 5 |  | (하차 전용)                                                     |                                              |
| 6 |  | 히로덴혼샤마에 방면                                             | 평일 아침 출근 시간대만                      |
| 6 |  | 히로덴미야지마구치 · JA히로시마뵤인마에 · 히로덴하쓰카이치 방면 | 저녁 시간대를 중심으로 했던 환승만           |
| 7 |  | (임시 승강장)                                                   | 통상은 사용하지 않음                         |

## 이용 현황
| 연도 | 1일 평균 승차 인원 | 1일 승차수 | 1일 정기  | 1일 정기 외 |
| ---- | ------------------ | ---------- | --------- | ----------- |
| 1998 | 14,898.6           | 5,438,000  | 1,688,000 | 3,750,000   |
| 1999 | 14,967.2           | 5,478,000  | 1,594,000 | 3,884,000   |
| 2000 | 14,567.1           | 5,317,000  | 1,551,000 | 3,766,000   |
| 2001 | 13,969.9           | 5,099,000  | 1,483,000 | 3,616,000   |
| 2002 | 13,860.3           | 5,059,000  | 1,439,000 | 3,620,000   |
| 2003 | 13,767.8           | 5,039,000  | 1,453,000 | 3,586,000   |
| 2004 | 13,821.9           | 5,045,000  | 1,410,000 | 3,635,000   |
| 2005 | 13,326.0           | 4,864,000  | 1,409,000 | 3,455,000   |
| 2006 | 13,430.1           | 4,902,000  | 1,458,000 | 3,444,000   |
| 2007 | 13,475.8           | 4,932,000  | 1,478,000 | 3,454,000   |
| 2008 | 13,474.8           | 4,923,000  | 1,482,000 | 3,441,000   |
| 2009 | 12,605.5           | 4.601,000  | 1,490,000 | 3,111,000   |
| 2010 | 11,975.3           | 4,371,000  | 1,497,000 | 2,874,000   |
| 2011 | 11,945.4           | 4,372,000  | 1,469,000 | 2,903,000   |
| 2012 | 11,945.2           | 4,360,000  | 1,439,000 | 2,921,000   |
| 2013 | 11,964.4           | 4,367,000  | 1,442,000 | 2,925,000   |
| 2014 | 12,150.7           | 4,435,000  | 1,532,000 | 2,903,000   |
| 2015 | 12,061.6           | 4,415,000  | 1,534,000 | 2,881,000   |
| 2016 | 12,043.8           | 4,396,000  | 1,554,000 | 2,843,000   |

## 역 주변
- 히로덴 회관

## 인접 역
| 히로시마 전철 본선 · 미야지마 선 | 히로시마 전철 본선 · 미야지마 선 | 히로시마 전철 본선 · 미야지마 선          |
| -------------------------------- | -------------------------------- | ----------------------------------------- |
| M 18 후쿠시마초 히로시마역 방면  | ■ 본선 · ■ 미야지마 선           | 히가시타카스 M 20 히로덴미야지마구치 방면 |